# 第4611船団
第4611船団（だい4611せんだん）は、太平洋戦争中の1944年6月11日にサイパン島から日本本土へ出発した、日本の護送船団である。アメリカ軍によるサイパン島攻略作戦の事前空襲から逃れようとした日本船団で最大のものであったが、アメリカ海軍機動部隊に捕捉され、輸送船のほとんどは撃沈された。
なお、命名方式の関係で同名の船団が別年度にも運航されている可能性があるが、本項では1944年の船団を解説する。

## 背景
1944年（昭和19年）6月、アメリカ軍は、15日のサイパン島上陸に向けて作戦を進めていた。正規空母7隻・軽空母8隻を中心とした高速空母機動部隊である第58任務部隊（司令官：マーク・ミッチャー中将）は、上陸の事前攻撃と攻略船団の援護のため、6月6日にメジュロ泊地を出撃した。空母の存在を秘匿するため、アメリカ軍はあえて艦上機を飛ばさず、基地航空部隊により艦隊前路の哨戒を実施しながら航行した。
日本軍も、メジュロに集結していたアメリカ海軍機動部隊が出撃したことを6月9日の航空偵察で知っていたが、マリアナ諸島攻略よりもニューギニア島北岸やパラオへの襲来の可能性が高いと、誤った情勢判断をしていた。10日にはマリアナ諸島沖などにアメリカ軍の陸上哨戒機が異常に多数飛行していることから、敵機動部隊が付近にいる可能性が高いとまで推測していたが、依然としてその意図をつかみ切れていなかった。
サイパン島は防備強化の最中で、パラオ方面へ向かう航路の中継地でもあったことから、第3530船団などの軍用輸送船が多数寄港していた。このときマリアナ諸島に停泊していた主要な日本軍輸送艦船は、海軍徴用船を中心に26隻であった。一部は、第4610船団として水雷艇「鴻」以下の護衛で6月10日に横須賀方面へ出港する計画だったが、実際には11日段階でも未出発だった。なお、第4610船団という呼称は横須賀鎮守府担当地区の船団に用いられていた命名規則に基づく命名で、千の位の4はサイパン発・横須賀行きを、下3桁の610は6月10日出航を意味する。

## 空襲開始と退避船団の編成
6月11日、予定より早くマリアナ諸島沖に到着した第58任務部隊は、ミッチャー中将の案で半日繰り上げて同日午後からマリアナ諸島への空襲を開始した。従来のアメリカ機動部隊の空襲は明け方開始だったことから、午後からの攻撃開始による奇襲効果を狙った戦術であった。この初日の攻撃は制空権奪取を主目的とした戦闘機中心のもので、アスリート飛行場などの日本軍基地航空隊は壊滅状態となったが、艦船の被害は貨物船「慶洋丸」ほか1隻損傷にとどまった。
11日の空襲を受けても日本海軍は上陸作戦が始まると気づいていなかったが、空襲が続くことは予想したため、行動可能なマリアナ所在の輸送船で護送船団を編成、島外へ退避させることにした。第4611船団がその一つで、加入輸送船は13隻と脱出船団の中で最多であった。護衛部隊は第4610船団の護衛に予定されていた水雷艇「鴻」を旗艦に、第4号海防艦（12日合流）と駆潜艇3隻、ほかに駆潜特務艇・掃海特務艇など小型艇5隻の計10隻で、「鴻」座乗の庄司芳吉大佐が船団指揮官となった。
他の退避船団は、給糧艦「杵埼」を旗艦に徴用輸送船5隻と駆潜艇2隻で構成の杵埼船団で、杵埼艦長指揮の下で11日夜にサイパン発、20日から22日にかけて奄美大島に無事に到着した。また、「廣順丸」ほか輸送艦船2隻を海防艦2隻で護衛した廣順丸船団は、空襲開始より前の11日早朝にサイパン発パラオ行きで出航済みだったが、第1号輸送艦が損傷した以外は無事に目的地へ到着した。

## 航海の経過
11日、第4611船団はサイパン島のタナパグ沖を出港した。船団速力は8ノットと遅かった。横須賀へ向けて出航済みだった第4号海防艦は、反転して船団の護衛に協力するよう命じられた。
12日朝9時前、サイパン北西洋上で第4号海防艦が船団に合流した。午前9時35分、船団が北緯17度32分・東経144度00分付近に差し掛かったところ、アメリカ空母機30-40機が飛来、攻撃を開始した。これは4つに分かれた第58任務部隊のうちの第4群、第58.4任務群（司令官：ウィリアム・K・ハリル少将）に属する空母「エセックス」「ラングレー」「カウペンス」の搭載機で、偶然に船団を発見したものだった。南雲忠一中部太平洋方面艦隊司令長官は船団が攻撃を受けたことを知ったが、救援に派遣できる航空戦力が残っていなかった。南雲中将は硫黄島基地などに通報して支援を求めた。午前中の攻撃に続き、午後3時頃に約30機襲来、午後4時半前に約20機襲来と波状攻撃が船団を襲った。スコールの到来で空襲は止んだが、第二波の攻撃で旗艦「鴻」は爆沈し、輸送船は「龍田川丸」「濱江丸」「稲荷丸」「門司丸」の4隻を残して翌日には沈んだ。特設捕獲網艇「國光丸」も撃沈され、その他の護衛艦艇もほとんど損傷した。
12日夜には船団各艦船は、損傷が激しく救助もままならない漂流状態となり、しだいに分裂した。第4号海防艦から船団壊滅の報告を受けた横須賀鎮守府は、父島根拠地隊に救援要請して、13日朝、父島碇泊中の第3606船団から第16号駆潜艇と第18号駆潜艇を差し向けたが、夕刻には救援任務中止となった。船団の生き残りの第20号駆潜特務艇は「龍田川丸」を護衛して父島へ向かおうとしたが、2隻とも損傷が激しく行動困難なうちにはぐれ、第20号駆潜特務艇だけが15日に母島へ到着した。
輸送船のうち「門司丸」は、「ばたびあ丸」の生存者を救助後、12日午前11時30分に脱出を断念して単独でサイパンへと引き返した。「門司丸」は、14日午前2時頃にサイパン沖まで戻ってきたが、ちょうどアメリカ艦隊による対地艦砲射撃の最中であった。「門司丸」も砲撃目標とされたため、午前3時30分には総員退去となり、午前5時30分に沈没した。
一方、第58任務部隊は、日本軍の反撃戦力を撃破するため小笠原諸島一帯を空襲することにし、第58.1任務群（司令官：ジョゼフ・J・クラーク少将）と第58.4任務群を北方に分遣した。15日、2群合わせて7隻の空母搭載機により、小笠原諸島への空襲が行われた。「龍田川丸」は、小笠原諸島東方洋上で軽空母「バターン」の対潜哨戒機に発見されてさらに損傷、フレッチャー級駆逐艦「チャレット」と「ボイド」（en）によってとどめを刺され、北緯25度2分・東経144度37分付近に沈んだ。
18日、貨物船「稲荷丸」が名古屋港へとたどり着いた。貨物船「濱江丸」も、21日に激しく損傷した状態で硫黄島へと到着。その後、特設駆潜艇「文丸」と航空機の援護を受けて父島へと移動した。護衛部隊は、第4号海防艦が18日に横須賀へ単艦で帰投したほか、それぞれ日本側拠点へ帰投した。

## 結果

サイパン戦末期の7月5日、タナパグの海岸に横たわる日本兵の遺体。船で脱出しようとやってきたところを射殺されたという。

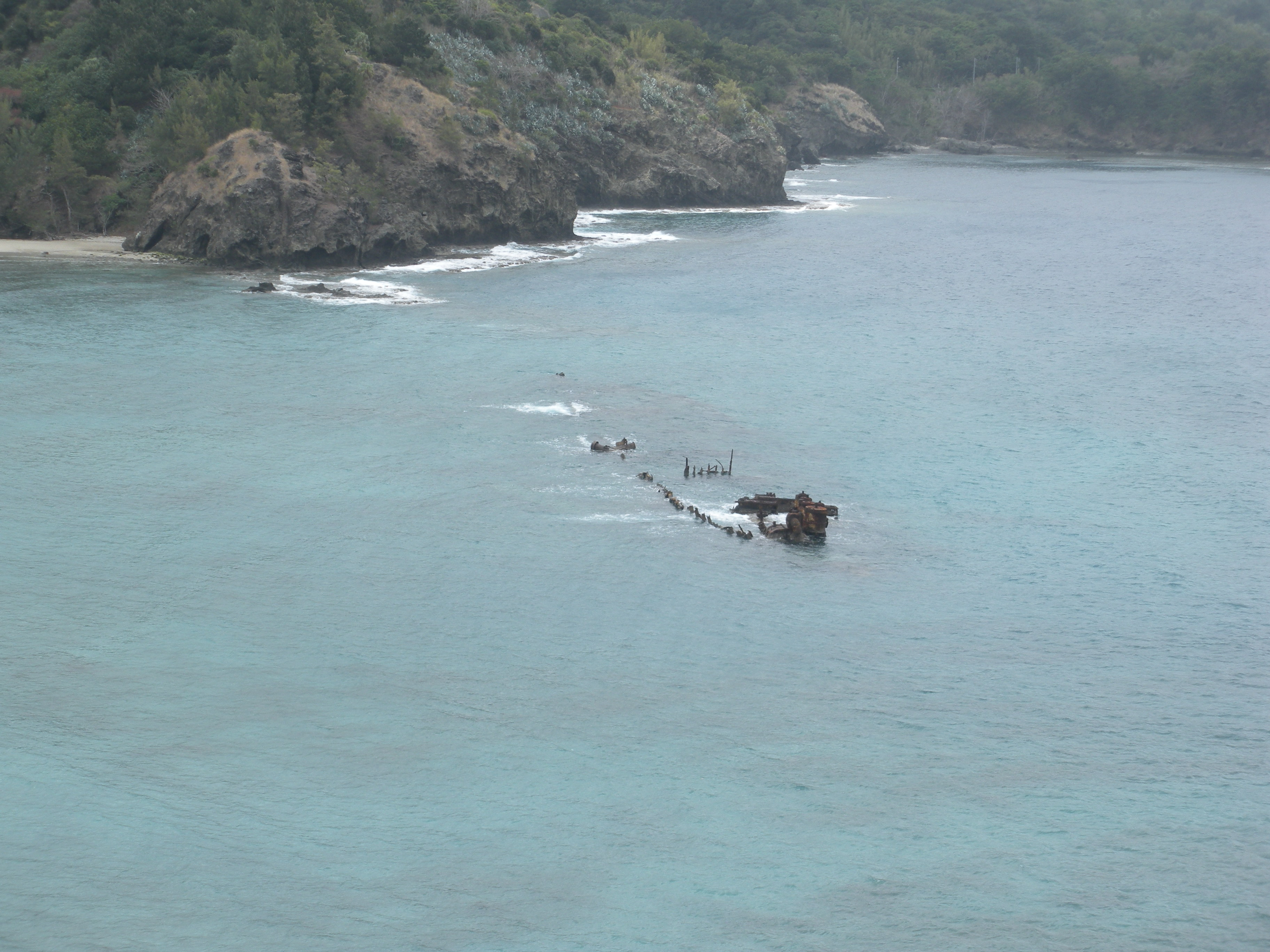
父島の二見湾に残る貨物船「濱江丸」の残骸。船体上部は長年の風浪により失われている。

第4611船団は激しい空襲から逃れきれず、輸送船のほとんどを失った。日本側の拠点にたどりつけた輸送船は2隻だけであった。護衛部隊も旗艦「鴻」と特設捕獲網艇1隻を失い、残る艦艇のほとんどが激しく損傷した。
6月15日、アメリカ軍はサイパン島への上陸を開始した。同日、サイパンの第5根拠地隊司令官は、全船舶のマリアナ諸島からの退避を命令した。11日の脱出に加われなかった輸送船4隻や特設敷設艦「日佑丸」など残留艦船は、ほとんどが港の中で撃沈された。マリアナ諸島には多数の民間人が残されたままであったが、脱出する手段を失い、地上戦に巻き込まれることになった。
本船団加入船のうち「濱江丸」は、父島まで脱出できたものの損傷が激しく、父島の二見湾に停泊していた。その後、同年7月4日に再度の空襲を受けた際に命中弾は無かったものの座礁、8月4-5日のスカベンジャー作戦による空襲で魚雷を受けて炎上した。「濱江丸」が復旧されることはなく、終戦後、その船体の残骸は戦争遺跡として小笠原村の観光スポットの一つとなった。

## 編制
参考のため、第4611船団以外の退避船団及びその他のマリアナ所在主要船舶の状況も記載する。
第4611船団輸送船13隻・護衛艦10隻
- 輸送船
  - 海軍徴用 - 「濱江丸」、「天竜川丸」、「射水丸」、「麗海丸」、「稲荷丸」、「日鳥丸」、「門司丸」、「龍田川丸」、「神島丸」、「バタビヤ丸」、「正生丸」、「間宮丸」
  - 陸軍徴用 - 「富國丸」
- 護衛艦
  - 水雷艇 - 「鴻」（旗艦）
  - 海防艦 - 第4号海防艦
  - 駆潜艇 - 第33号駆潜艇、第50号駆潜艇、第51号駆潜艇
  - その他 - 第6号掃海特務艇、第20号駆潜特務艇、第51号駆潜特務艇、特設駆潜艇「第8拓南丸」、特設捕獲網艇「國光丸」

杵埼船団輸送船6隻・護衛艦2隻
- 輸送船 - 給糧艦「杵埼」（旗艦）、海軍徴用「共栄丸」、同「香取丸」、同「江戸川丸」、同「第一日正丸」、同「萩川丸」
- 護衛艦 - 第31号駆潜艇、第67号駆潜特務艇

廣順丸船団輸送船3隻・護衛艦2隻
- 輸送船 - 海軍徴用「廣順丸」、同「明島丸」、第1号輸送艦
- 護衛艦 - 第6号海防艦、第16号海防艦

その他修理中または荷役中で退避に加わらなかった主要輸送船など。カッコ内日付は沈没日。
- サイパン島で沈没 - 第101号敷設特務艇（6月16日）、海軍輸送船「睦洋丸」（6月12日）、同「慶洋丸」（6月12日）
- グアム島で沈没 - 特設敷設艦「日佑丸」（7月14日）、海軍輸送船「木津川丸」（6月27日）
- ロタ島で沈没 - 第54号駆潜特務艇（6月15日or17日）、第56号駆潜特務艇（6月17日）、海軍輸送船「松運丸」（6月24日）